# Гросроссельн
Гросроссельн (нем. Großrosseln) — община в Германии, в земле Саар. Входит в состав района Саарбрюккен. Население составляет 7,95 тыс. человек (2021). Занимает площадь 25,26 км². Расположена недалеко от французского муниципалитета Птит-Россель.
Община подразделяется на 6 районов: Дорф-им-Варндт, Эммерсвайлер, Гросроссельн, Карлсбрунн, Нассвайлер, Санкт-Николаус.
1 апреля 1964 года была сформирована община Дорф-им-Варндт, в которую вошли части территорий общин Гросроссельн, Карлсбрунн и Людвайлер. В ходе административно-территориальной реформы Саара с 1 января 1974 года общины Дорф-им-Варндт, Эммерсвайлер, Карлсбрунн, Нассвайлер и Санкт-Николаус вошли в состав общины Гросроссельн на правах районов.

## Население
| Год  | Численность |
| ---- | ----------- |
| 2010 | 8573        |

| Год  | Численность | Численность |
| ---- | ----------- | ----------- |
| 1975 | 10 552      | [ 6 ]       |
| 2017 | 8023        | [ 1 ]       |
| 2019 | 7972        | [ 7 ]       |
| 2021 | 7953        | [ 8 ]       |
| 2022 | 7939        | [ 9 ]       |
| 2023 | 7891        | [ 2 ]       |